# Лопушинский, Константин Осипович
Константин Осипович Лопушинский (1816, Виленская губерния — 29 ноября 1894, имение Белоручье Минской губернии) — доктор медицинских наук, профессор, главный врач Александровской больницы (Санкт-Петербург), тайный советник.

## Биография
Происходил из белорусско-литовской( шляхты (Lapušynski в Великом княжестве Литовском и Łopuszyński в Царстве Польском, на белорусс. Ло(а)пушынскі). В российском потомственном дворянстве с 1847 г. по Минской губернии (семьи двух ветвей рода в губернии с 1838 г.).
В 1841 г. окончил Императорскую медико-хирургическую академию в Санкт-Петербурге, после чего остался на государственной службе в Санкт-Петербургском Приказе общественного призрения куратором «Александровской больницы для чернорабочего класса людей».
С 1861 г. назначен главным доктором (руководителем) «Александровской больницы для рабочего населения в память 19-го февраля 1861 года» (формируемой на базе старой больницы), действительный статский советник.
С 26 января 1864 г. как основной наследник поселился в рядке Белоручье (белар. Бялоручье) Минского уезда Минской губернии (часть одноименного имения помещицы Феклы Антоновой Лопушинской), где ему на земле не менее 50 десятин были введены в управление 2 корчмы и 1 водяная мельница. (С 1870 г. всё местечко (поселение) Белоручье — деревня, центр Беларучской волости, к 1889 г. с уточнением адреса имение (улица Белоручская, дом 1) отписывается сыну — Осипу Константиновичу.)
В 1866 г. к окончанию строительства нового комплекса больницы (Санкт-Петербург, набережная Фонтанки, 132) защитил (после 27 апреля) в ИМХА докторскую диссертацию «О физиологическом и фармакологическом действии зеленого эллебора».
С 1889 г. — главный врач Александровской больницы, профессор Российской академии наук, тайный советник.
Скончался 29 ноября 1894 г. в своём имении Белоручье после непродолжительной болезни.